# Olivier Hinnekens
Olivier Hinnekens (* 14. September 1969 in Leuven, Belgien) ist ein belgischer Politiker und Policy Advisor für die christdemokratische Partei im Flämischen Parlament. Von 2011 bis 2014 war er einer der Vizepräsidenten der Europäischen Bewegung International.

## Leben
Seine europäische Karriere begann er 1989 bei den Jungen Europäischen Föderalisten (JEF). Von 1997 bis 1999 war er für die Union der Europäischen Föderalisten in Brüssel tätig. Zwischen 1998 und 2005 war er Vizepräsident der Europäischen Bewegung Belgien, seit 2014 ist er ihr Präsident. Auf dem Kongress der Europäischen Bewegung in Warschau im November 2011 wurde er zu einem der Vizepräsidenten der Europäischen Bewegung International gewählt, seit 2014 ist er einfaches Mitglied des EMI-Vorstands.